# Canal Griboïedov
Le canal Griboïedov est un canal de Saint-Pétersbourg construit en 1739 sous le nom de canal Catherine, en l'honneur de Catherine Ire de Russie. Le canal a été renommé canal Griboïedov en 1923, en mémoire de l'homme de lettres et diplomate qui habita entre 1816 et 1818 dans une maison au bord du canal. Sa partie la plus pittoresque part du pont aux Lions vers le sud.
Le canal mesure 5 km de long et atteint au maximum 32 m de large. Il relie la Moïka à proximité du champ de Mars à la Fontanka, près de son embouchure, lorsqu'elle se jette dans la Néva. Le canal est traversé de 21 ponts et passerelles, parmi lesquelles les élégants pont aux Lions et pont de la Banque, passerelles suspendues construites par Wilhelm von Traitteur.

## Ponts du canal Griboïedov
- Pont du Théâtre
- Pont des Nouvelles Écuries
- Pont Italien
- Pont de Kazan
- Pont de la Banque
- Pont de Farine
- Pont de Pierre
- Pont Demidov
- Pont au Foin
- Pont Kokouchkine
- Pont de l'Ascension
- Pont Podiatcheski
- Pont aux Lions
- Pont Kharlamov
- Nouveau pont Saint-Nicolas
- Pont de la Garde rouge
- Pont Pikalov
- Pont de Moguilev
- Pont Alartchine
- Pont de Kolomenskoïe
- Pont Malo-Kalinkin

## Galerie

La cathédrale Saint-Sauveur-sur-le-Sang-Versé de Saint-Pétersbourg, le long du canal.
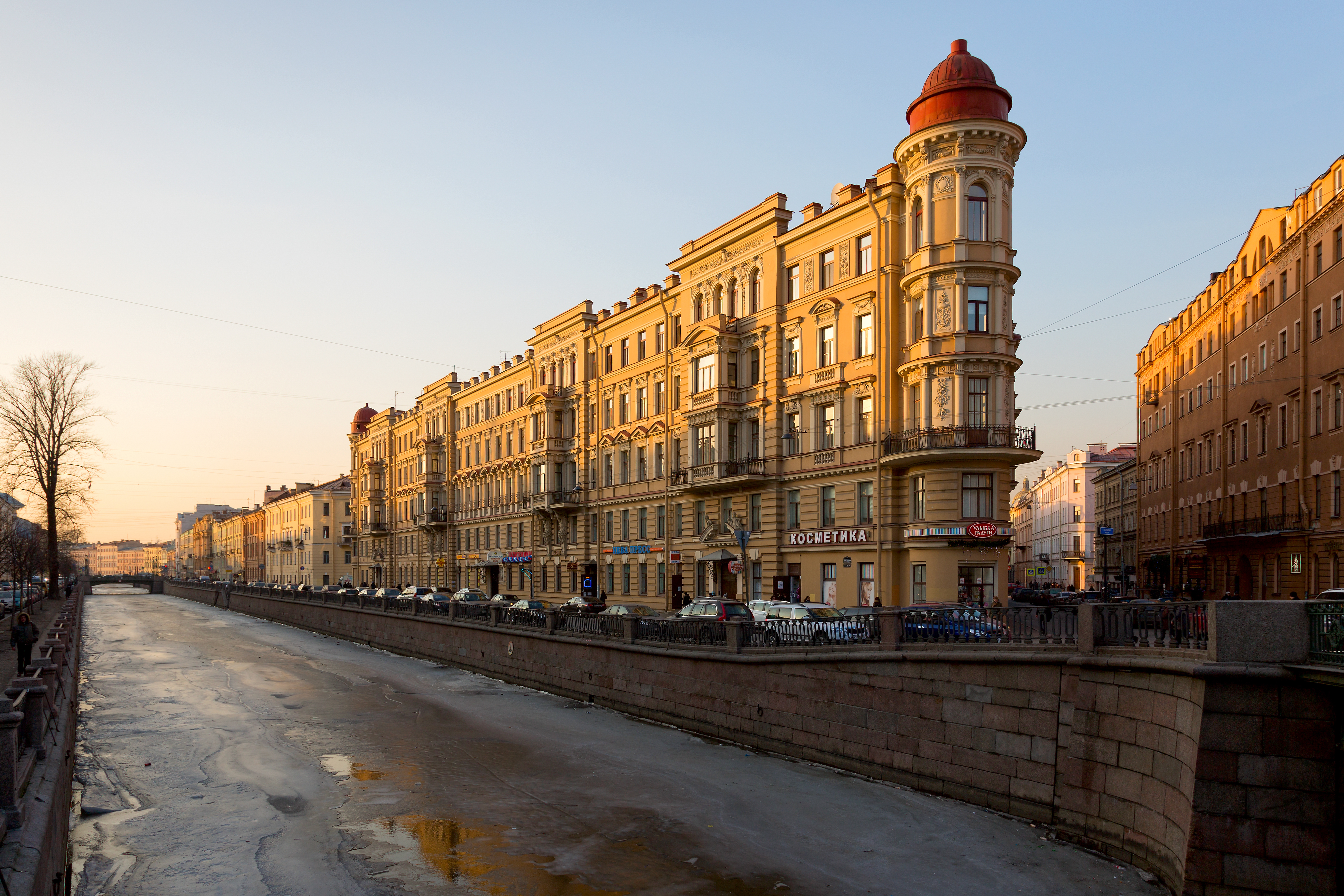
Vue du canal près du Pont Kokouchkine
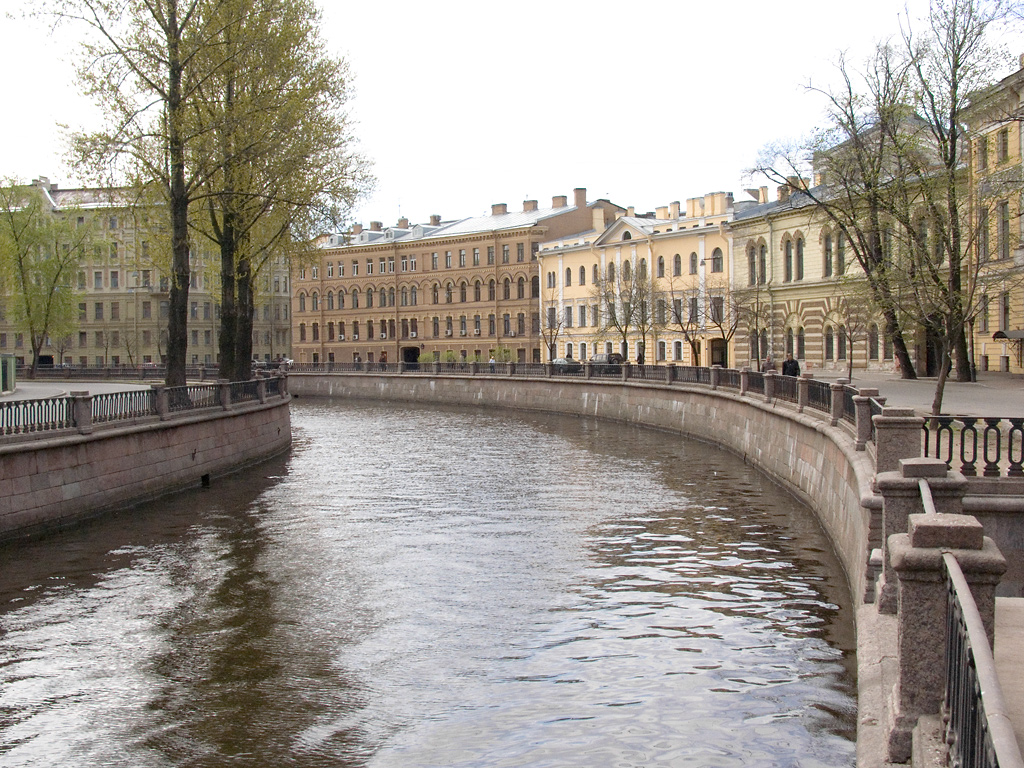
Vue du canal vers le Pont aux Lions
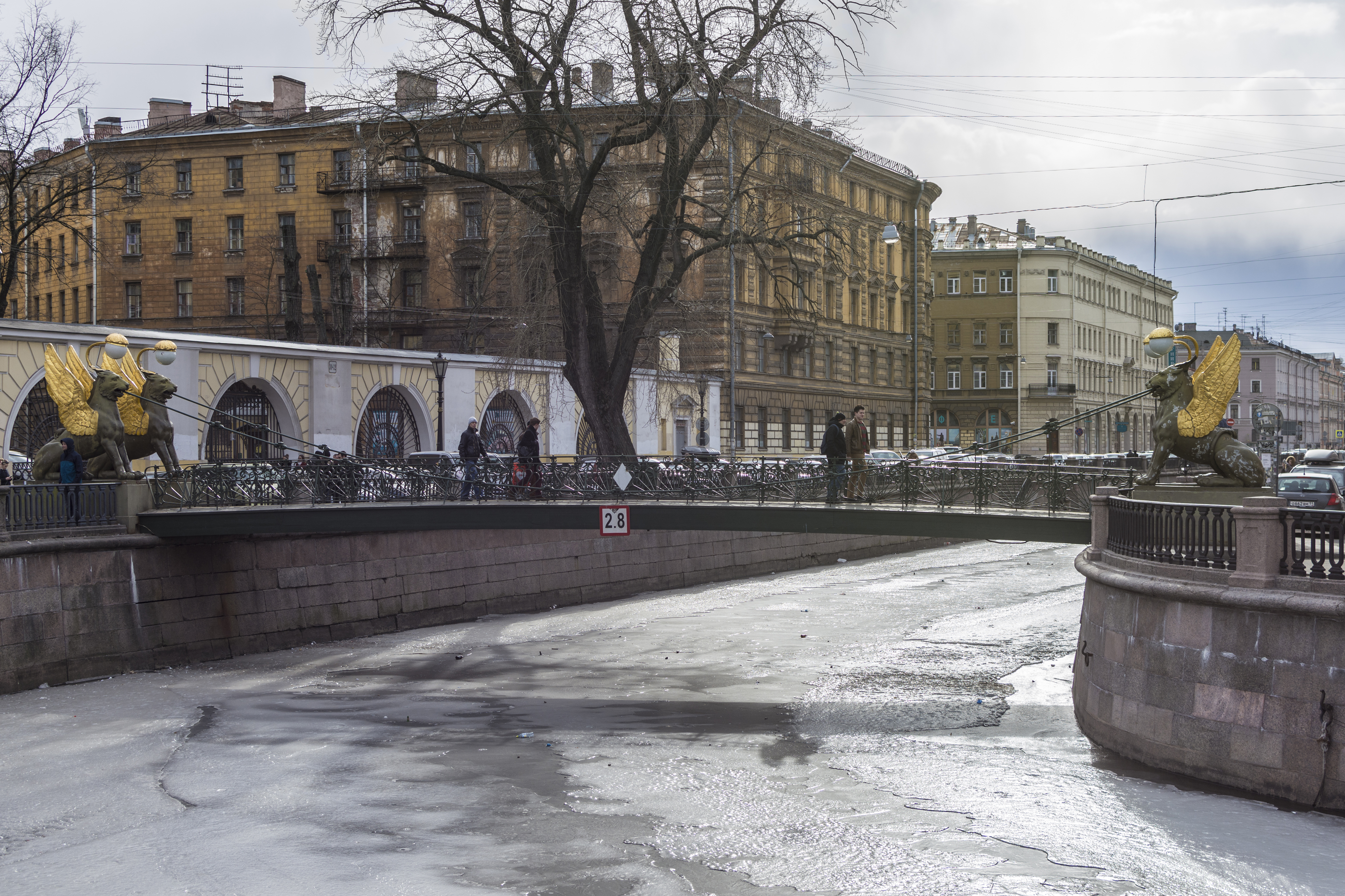
Vue du pont de la Banque